# Len

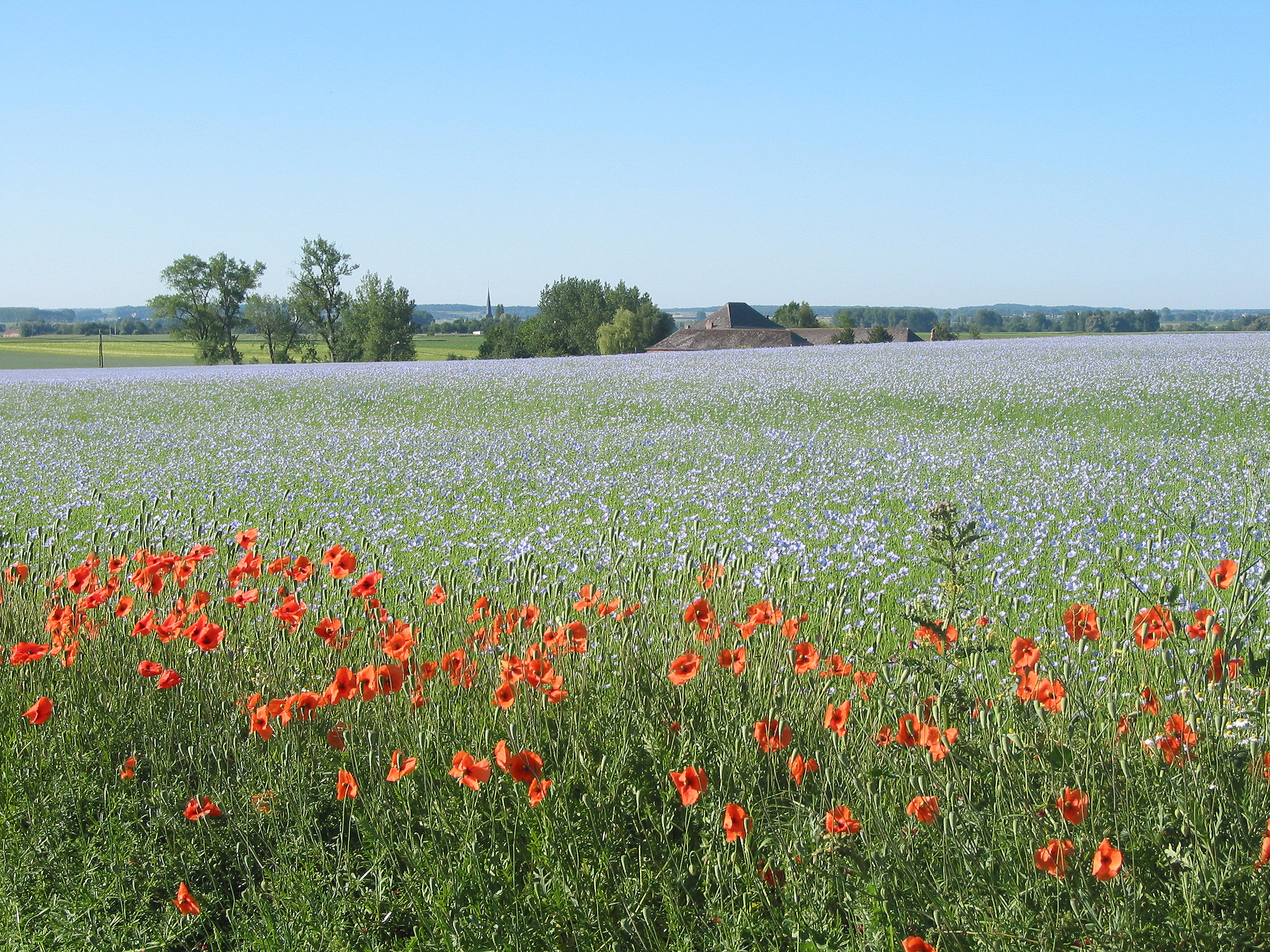
Lněné pole v květu (s vlčími máky v popředí)

Lněné textilní vlákno se získává ze stonku lnu setého (lat.: Linum usitatissimum L.). V surovém lnu tvoří jednotlivá 20–50 milimetrů dlouhá vlákna svazek o délce 50–90 centimetrů. 

## Vývoj od pradávna po dnešek

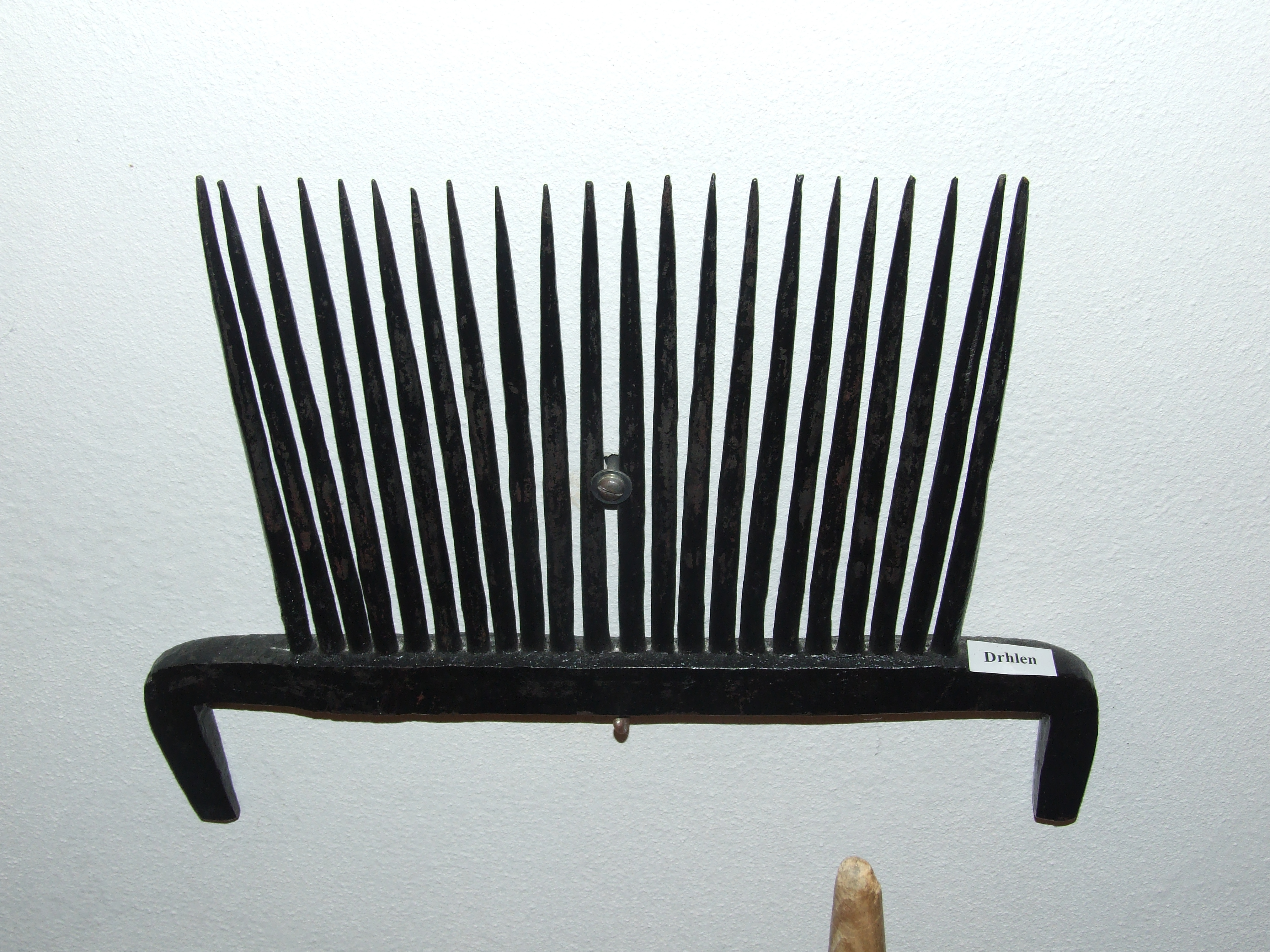
Drhlen – hustý železný hřeben, který sloužil k ručnímu odsemeňování lnu

Nejstarší nálezy lněných výrobků pochází asi ze 7. tisíciletí před n. l. podle některých údajů z Jižní Ameriky, podle jiných z Íránu. Do Evropy se len dostal asi o 4 tisíce let později (nález ve Švýcarsku). Na konci 18. století se len v Evropě s 18 % (vlna 78 %) významně podílel na celkové spotřebě textilních vláken.

V EU se v roce 2003 získalo ze 102 000 hektarů cca 190 000 tun vláken, ze kterých bylo použito: 
| %  | Účel                 | Výnos €/kg | Poznámka                     |
| 61 | na lněné příze       | 1,60 x     | 4/5 vláken na export do Číny |
| 16 | na výrobky z koudele | 0,35       | 1/3 vláken na export do Číny |
| 13 | na výrobu papíru     | 0,17       |                              |
| 9  | na vrstvené hmoty    | 0,40       |                              |
| 1  | na netkané textilie  | 0,50       |                              |

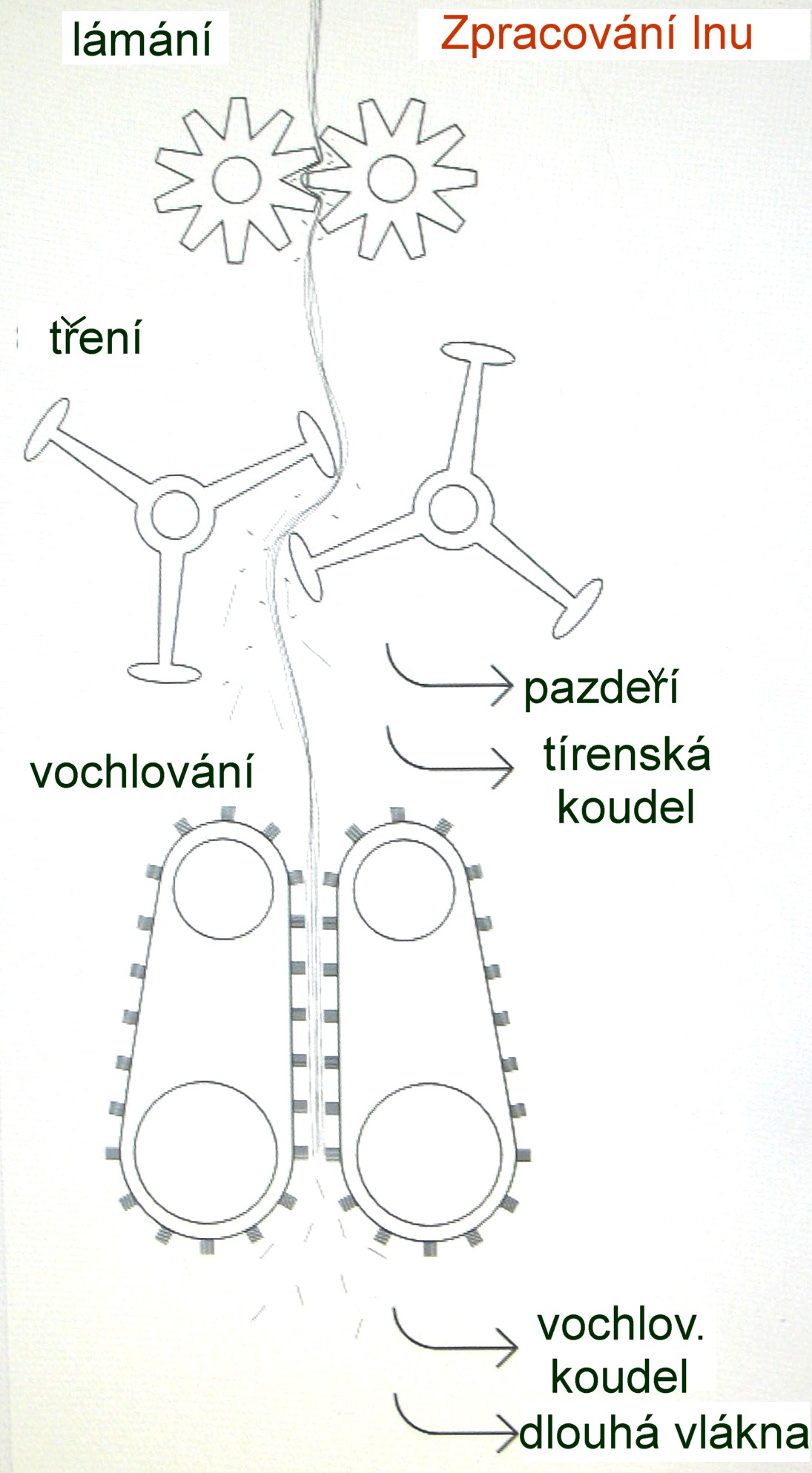
Schéma zpracování lněných vláken

x Koncem 2. dekády 21. století dosahovala cena až 2,80 €/kg.
V roce 2014 se celosvětová roční produkce lněných vláken (včetně koudele) udávala s 0,31 milionu tun (asi 0,3 % všech textilních vláken) na osevní ploše 193 412 ha. 
V roce 2021 se na ploše 241 103 ha vypěstovalo 896 636 tun vlákenného lnu. Na dodávkách lněných vláken se podílely (%): Francie 75, Belgie 10, Bělorusko 4, Čína 3, 
Rusko 3, Velké Británie 2, Nizozemí 2, Egypt 1.

## Vlastnosti
Technická vlákna (převážná část sklizně) dosahující délky 30–100 cm sestávají z elementárních vláken s průměrnou délkou 32 mm, tloušťkou 19 µm a pevností 5–8 cN/dtex. Za mokra se pevnost zvyšuje až o 20 %.
Vlákna mají malou pružnost a dobrou vodivost tepla. Výrobky ze lnu mají studený omak, dobře snášejí praní, ale mají silný sklon k mačkavosti.

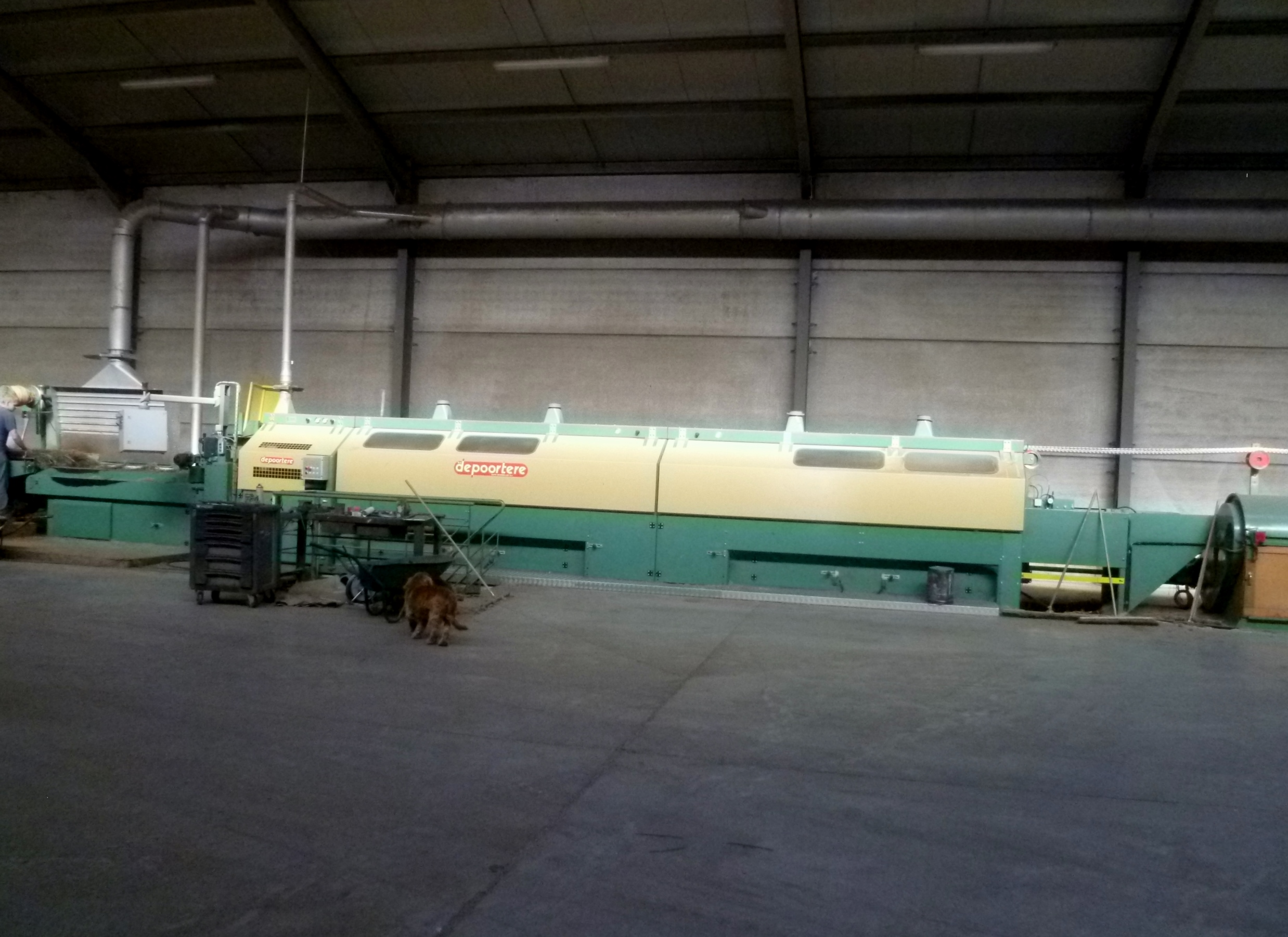
Agregát na lámání a potěrání lněných stonků (2. dekáda 21. století)

## Zpracování lnu
K výrobě příze se vlákna lnu musí ojednotit přípravnou procedurou (trhání – rosení nebo máčení – odsemeňování a lámání stonků – potěrání (tření) – vochlování). K výrobě lněné příze se pak dá použít jen asi 10 % vláken, zbytek je koudel (k výrobě hrubších přízí), pazdeří a odpady.
Další výrobní postup v přádelně:

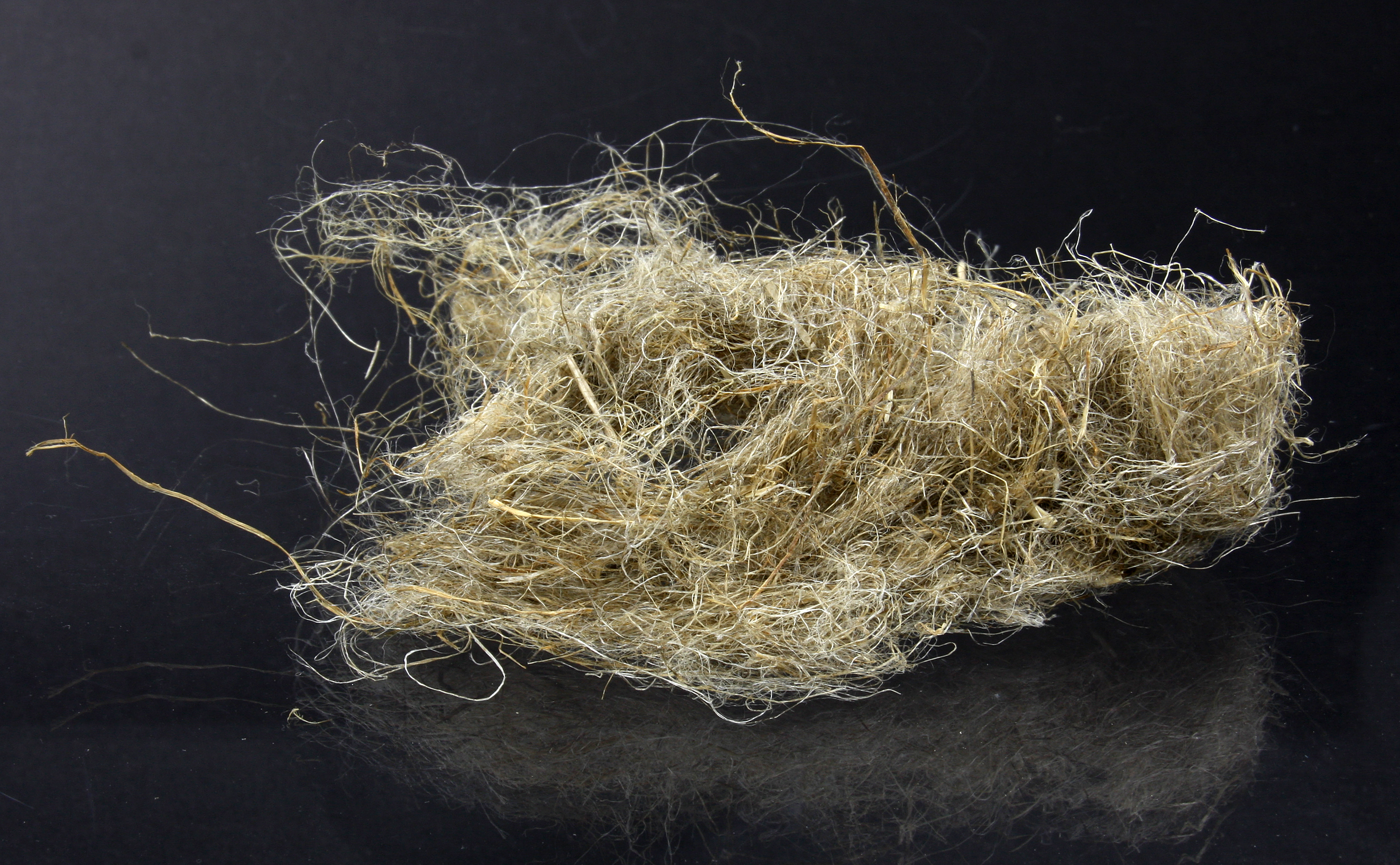
Vlákna před potěráním

- Posukování, často spojené se směsováním s chemickými vlákny (PES, VI) na strojích podobných jako na zpracování ovčí vlny
- předpřádání na křídlovém stroji
- dopřádání za mokra na prstencovém stroji (přást prochází před průtahovým ústrojím lázní o teplotě 50–70 °C).[6]

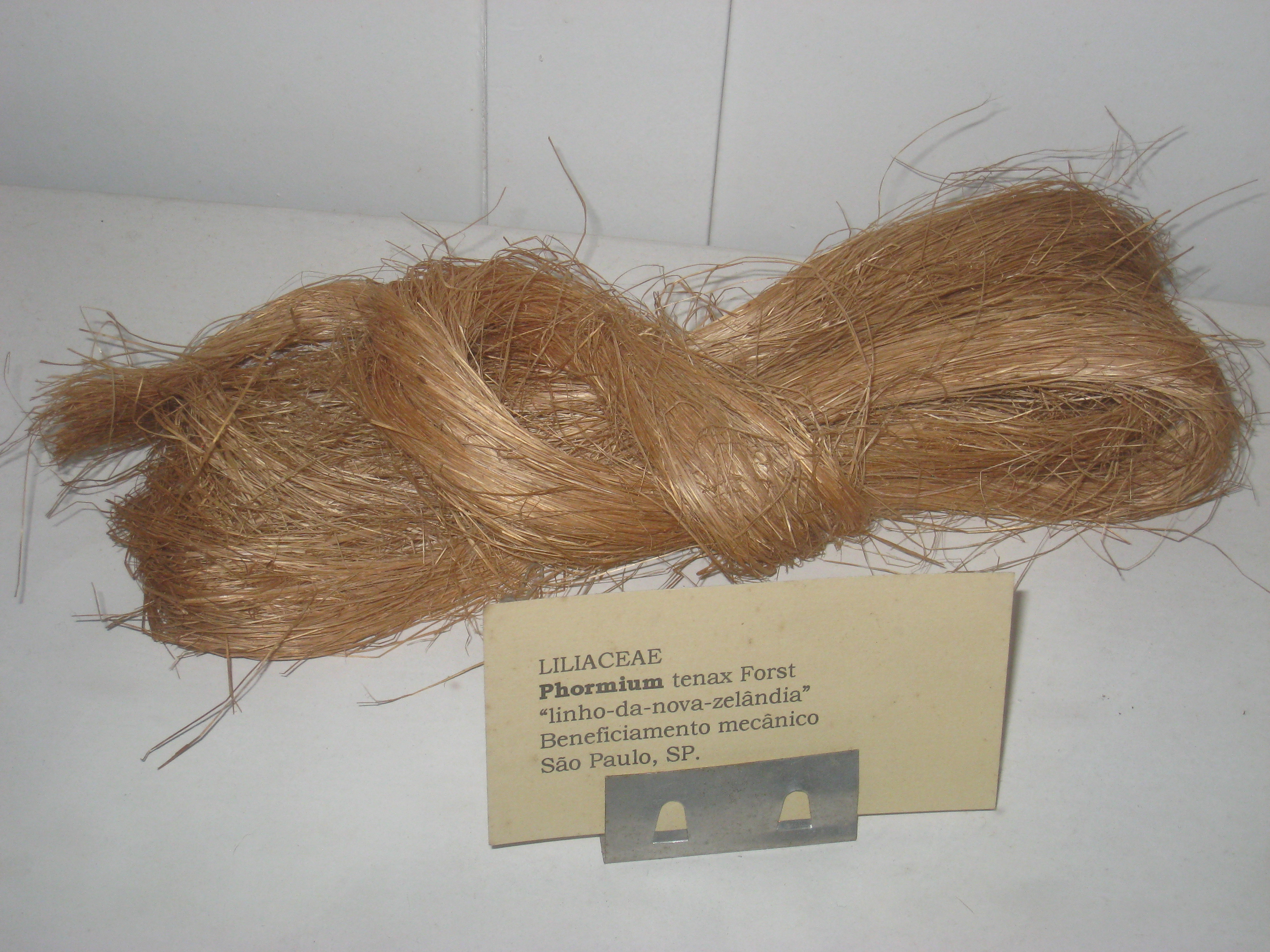
Svazky vláken po vochlování

Technologie dopřádání za mokra se zakládá na patentu Francouze Philippe de Girarda z roku 1820. V roce 1835 se vyrábělo už 90 % lněných přízí tímto způsobem.  (Starší, později zdokonalená technologie dopřádání za sucha se používá pří výrobě hrubých, směsových a koudelových přízí).
- Přást pro velmi jemné příze (až 17 tex) se před dopřádáním vyvařuje a bělí.
- Hotová příze (na perforovaných dutinkách) se před soukáním a skaním suší 7–8 hodin horkým vzduchem.[8]

## Produkce v Československu a Česku
V Československu byl len významnou zemědělskou plodinou zejména v bramborářských a podhorských oblastech. Za první republiky došlo k největšímu rozmachu pěstování lnu v roce 1925, kdy bylo oseto 24 731 hektarů, výnos sklizeného lněného vlákna činil 13 070 tun. V roce 1929 poklesla osevní plocha lnu na 18 783 hektarů a klesající produkci v návaznosti na dovozy ze zahraničí řešila tehdejší Poslanecká sněmovna. K rozvoji pěstování lnu došlo i po druhé světové válce. Výroba se znovu zvyšovala až do osmdesátých let 20. století, kdy bylo oseto až 25 tisíc hektarů.  Počátkem devadesátých let 20. století se vlivem otvírání se trhu západní Evropě a vlivem nerovných podmínek v zemědělství plocha pěstovaného lnu neustále snižovala. V roce 1998 činila výměra pěstovaného lnu v Česku pouze dva tisíce hektarů.
Došlo k útlumu domácí textilní výroby, k snížení ceny lnu na světových trzích, pro pěstitele byl po vstupu do Evropské unie i méně výhodný dotační systém. V roce 2009 bylo oseto v ČR lnem pouze 150 hektarů a o rok později ukončila svoji činnost i společnost Čemolen, která se zpracováním lnu zabývala od padesátých let 20. století. V současné době se pěstováním lnu v Česku zabývá pouze několik málo zemědělských nadšenců. Roku 2016 bylo oseto 111 hektarů a použit pro lněný olej. Za rok 2017 byla ve statistice uvedena produkce 5 tun vláken.

## Vlastnosti a použití příze

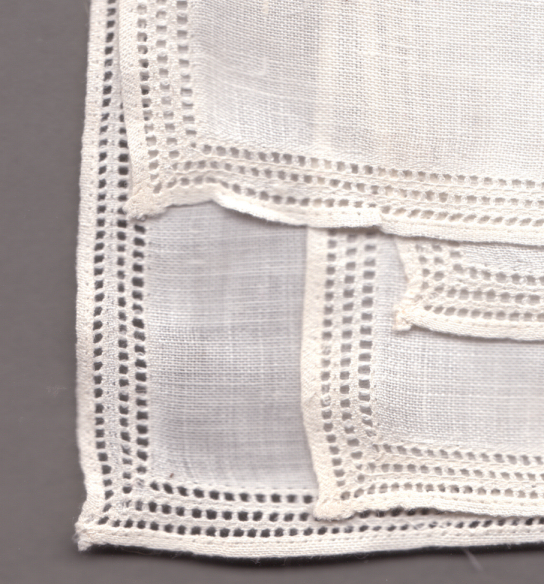
Lněný ubrus

Pevnost osnovních přízí dosahuje až 23 cN/tex a pevnost útkových asi 18 cN/tex. Lněné příze jsou o 20–30 % pevnější než průměrné příze z bavlny a za mokra se jejich pevnost zvyšuje o dalších 30 %. Typická je nestejnoměrnost („lněný“ vzhled) ve tkanině, tvrdý omak a malá tažnost (2–5 %). Tkaniny se vyrábějí nejčastěji v plátnové nebo keprové vazbě, známé jsou však i výrobky z žakárových strojů. Na osnovu se dají použít jen velmi stejnoměrné, drahé příze, proto se ve tkaninách nejčastěji kombinuje lněný útek s bavlněnou osnovou.

## Použití tkanin
Lněné a směsové tkaniny se používají na letní svrchní ošacení a letní obuv, na dekorace, malířské plátno a vazbu knih. Tradiční prostěradla, ubrusy a utěrky z lněných tkanin jsou stále častěji nahrazovány levnějšími výrobky z bavlny a umělých vláken. Menší část přízí se používá k výrobě obuvnických šicích nití. 